# Marco Cavagna
| Asteroides descubiertos: 17 | Asteroides descubiertos: 17 | Asteroides descubiertos: 17 |
| --------------------------- | --------------------------- | --------------------------- |
| (7199) Brianza              | 28 de marzo de 1994         | con V. Giuliani             |
| (7848) Bernasconi           | 22 de febrero de 1996       | con A. Testa                |
| (8106) Carpino              | 23 de diciembre de 1994     | con P. Sicoli               |
| (8935) Beccaria             | 11 de enero de 1997         | con P. Sicoli               |
| (13777) Cielobuio           | 20 de octubre de 1998       | con A. Testa                |
| (16682) Donati              | 18 de marzo de 1994         | con V. Giuliani             |
| (19287) Paronelli           | 22 de febrero de 1996       | con A. Testa                |
| (19318) Somanah             | 2 de diciembre de 1996      | con F. Manca                |
| (23571) Zuaboni             | 1 de enero de 1995          | con E. Galliani             |
| (31254) 1998 DK             | 27 de febrero de 1998       | con P. Chiavenna            |
| (33035) Pareschi            | 27 de septiembre de 1997    | con A. Testa                |
| (33151) 1998 DY             | 25 de febrero de 1998       | con P. Ghezzi               |
| (35316) Monella             | 11 de enero de 1997         | con P. Sicoli               |
| (55854) Stoppani            | 8 de noviembre de 1996      | con P. Chiavenna            |
| (69971) Tanzi               | 18 de noviembre de 1998     |                             |
| (79382) 1997 GC             | 8 de abril de 1997          | con P. Chiavenna            |
| (85433) 1997 CJ             | 13 de febrero de 1997       | con A. Testa                |

Marco Cavagna (1958 - 9 de agosto de 2005) fue un astrónomo italiano, descubridor de asteroides.

## Semblanza
Aficionado a la astronomía, Cavagna se interesó por el estudio y la observación de varios tipos de objetos o fenómenos astronómicos, como las estrellas variables, los cometas, los asteroides, y las ocultaciones asteroidales.
Formó parte parte de equipo que trabajó en el Observatorio Astronómico Sormano, siendo uno de los fundadores de la asociación "Gruppo astrofili Brianza" que lo gestiona.
Cavagna fue también uno de los fundadores en 1989 de la asociación CieloBuio que se ocupa de contaminación luminosa, y formó parte también de varias otras asociaciones astronómicas, entre las que figura la AAVSO (las observaciones que enviaba llevan la sigla CIT). Fue asesor de la Comisión 20 de la Sección III de la Unión Astronómica Internacional.
Falleció en 2005 como consecuencia de un ictus.

## Reconocimientos
En 1999 le fue dedicado un asteroide, el (10149) Cavagna y el telescopio principal del Observatorio Astronómico Sormano también lleva su nombre.